# Gonomyia parvispinosa
Gonomyia parvispinosa là một loài ruồi trong họ Limoniidae. Chúng phân bố ở miền Cổ bắc.